# What the Hell
"What the Hell" là một bài hát của nghệ sĩ thu âm người Canada Avril Lavigne nằm trong album phòng thu thứ tư của cô, Goodbye Lullaby (2011). Nó được phát hành như là đĩa đơn đầu tiên trích từ album vào ngày 10 tháng 1 năm 2011 bởi RCA Records. Bài hát được sản xuất bởi Max Martin và Shellback, những người đồng viết lời bài hát với Lavigne. Đây là một bản synth-pop và pop punk với nội dung theo miêu tả của nữ ca sĩ là "một thông điệp cá nhân về sự tự do".
Sau khi phát hành, "What the Hell" nhận được những phản ứng tích cực từ các nhà phê bình âm nhạc, trong đó họ đánh giá cao giai điệu bắt tai của bài hát và so sánh nó với đĩa đơn năm 2007 rất thành công của cô là "Girlfriend". Bài hát cũng gặt hái nhiều thành công về mặt thương mại, đứng đầu bảng xếp hạng quốc tế ở Hàn Quốc và lọt vào top 10 ở nhiều thị trường lớn như Úc, Brazil, Canada, Nhật Bản và New Zealand. Tại Hoa Kỳ, "What the Hell" đạt vị trí thứ 11 trên bảng xếp hạng Billboard Hot 100, trở thành đĩa đơn top 20 thứ bảy của Lavigne tại đây, và đã đạt được hơn 2.1 triệu lượt tải nhạc số tính đến năm 2014 (tính riêng tại Hoa Kỳ).
Video ca nhạc của bài hát được đạo diễn bởi Marcus Raboy, trong đó Lavigne và người yêu của cô rượt đuổi qua nhiều địa điểm khác nhau. Nó đã nhận được nhiều lời tán dương từ giới phê bình, mặc dù vấp phải nhiều ý kiến tiêu cực về việc xuất hiện quá nhiều sản phẩm quảng cáo. Trước khi chính thức phát hành, Lavigne đã trình diễn nó trong chương trình đêm giao thừa Dick Clark's New Year's Rockin' Eve. Ngoài ra, cô cũng trình diễn "What the Hell" trên nhiều chương trình truyền hình và lễ trao giải, như The View, Jimmy Kimmel Live!, The Tonight Show with Jay Leno, Britain's Got Talent và Giải Video của MuchMusic. Bài hát cũng xuất hiện trong danh sách trình diễn của tất cả những chuyến lưu diễn trong sự nghiệp của cô kể từ khi phát hành, như The Black Star Tour (2011-12) và The Avril Lavigne Tour (2013-14).

## Danh sách bài hát
| Tải kĩ thuật số 1. "What the Hell" - 3:39 Đĩa CD tại Đức và Mĩ 1. "What the Hell" - 3:39 2. "What the Hell" (không lời) - 3:38 | - Đĩa CD tại Nhật 1. "What the Hell" – 3:39 2. "Alice" (bản mở rộng) – 5:00 3. "What the Hell" (không lời) – 3:39 - Những phiên bản khác 1. "What the Hell" (Bimbo Jones remix) – 4:10 2. "What the Hell" (Bimbo Jones club mix) – 7:31 |

## Xếp hạng
| Bảng xếp hạng (2011)                            | Vị trí cao nhất |
| ----------------------------------------------- | --------------- |
| Úc (ARIA)                                       | 6               |
| Áo (Ö3 Austria Top 40)                          | 20              |
| Bỉ (Ultratop 50 Flanders)                       | 16              |
| Bỉ (Ultratop 50 Wallonia)                       | 13              |
| Brazil (Billboard Hot 100)                      | 7               |
| Brazil (Billboard Hot Pop Songs)                | 4               |
| Canada (Canadian Hot 100)                       | 8               |
| Cộng hòa Séc (Rádio Top 100)                    | 2               |
| Pháp (SNEP)                                     | 18              |
| Trường songid là BẮT BUỘC CHO BẢNG XẾP HẠNG ĐỨC | 21              |
| Hungary (Rádiós Top 40)                         | 5               |
| Indonesia Radio (ASIRI)                         | 1               |
| Ireland (IRMA)                                  | 30              |
| Ý (FIMI)                                        | 15              |
| Nhật Bản Billboard Hot 100                      | 2               |
| Nhật Bản Adult Contemporary Airplay (Billboard) | 1               |
| Nhật Bản (Oricon)                               | 15              |
| Hà Lan (Dutch Top 40)                           | 30              |
| Hà Lan (Single Top 100)                         | 51              |
| New Zealand (Recorded Music NZ)                 | 5               |
| Scotland (OCC)                                  | 14              |
| Slovakia (Rádio Top 100)                        | 8               |
| Hàn Quốc (Gaon International Singles)           | 1               |
| Thụy Điển (Sverigetopplistan)                   | 51              |
| Thụy Sĩ (Schweizer Hitparade)                   | 18              |
| Anh Quốc (OCC)                                  | 16              |
| Hoa Kỳ Billboard Hot 100                        | 11              |
| Hoa Kỳ Pop Airplay (Billboard)                  | 8               |
| Hoa Kỳ Adult Pop Airplay (Billboard)            | 12              |
| Venezuela Pop Rock (Record Report)              | 19              |

| Bảng xếp hạng (2011)                     | Vị trí |
| ---------------------------------------- | ------ |
| Australia (ARIA)                         | 50     |
| Belgium (Ultratop 50 Flanders)           | 94     |
| Canada (Canadian Hot 100)                | 63     |
| Hungary (Rádiós Top 40)                  | 82     |
| Japan (Japan Hot 100)                    | 10     |
| Lebanon (The Official Lebanese Top 20)   | 57     |
| South Korea (Gaon International Singles) | 6      |
| Taiwan (Hito Radio)                      | 10     |
| UK Singles (OCC)                         | 142    |
| US Billboard Hot 100                     | 62     |
| US Pop Songs (Billboard)                 | 42     |
| US Adult Pop Songs (Billboard)           | 40     |

## Chứng nhận
| Quốc gia | Chứng nhận  | Số đơn vị/doanh số chứng nhận |
| --- | ----------- | ----------------------------- |
| Úc (ARIA) | 2× Bạch kim | 140.000^                      |
| Ý (FIMI) | Vàng        | 15.000*                       |
| Nhật Bản (RIAJ) | 2× Bạch kim | 0^                            |
| México (AMPROFON) | Vàng        | 30.000*                       |
| New Zealand (RMNZ) | Vàng        | 7.500*                        |
| Anh Quốc (BPI) | Bạc         | 200.000‡                      |
| Hoa Kỳ (RIAA) | —           | 2,100,000                     |
| * Chứng nhận dựa theo doanh số tiêu thụ. ^ Chứng nhận dựa theo doanh số nhập hàng. ‡ Chứng nhận dựa theo doanh số tiêu thụ và phát trực tuyến. |             |                               |

## Giải thưởng và đề cử
| Năm  | Tên giải thưởng                  | Hạng mục                                       | Kết quả   |
| ---- | -------------------------------- | ---------------------------------------------- | --------- |
| 2011 | Giải Video của MuchMusic         | Ur Fave Artist (Sự lựa chọn của người hâm mộ)  | Đề cử     |
| 2011 | Giải Video của MuchMusic         | Video quốc tế xuất sắc nhất của nghệ sĩ Canada | Đề cử     |
| 2011 | Giải thưởng âm nhạc MTV Fan      | Bài hát của năm                                | Đoạt giải |
| 2012 | Giải thưởng Billboard Nhật Bản   | Hit Airplay của năm                            | Đoạt giải |
| 2012 | Giải thưởng VEVOCertified Awards | 100,000,000 lượt xem                           | Đoạt giải |
| 2012 | Giải thưởng BMI                  | Bài hát Pop xuất sắc nhất                      | Đoạt giải |

## Lịch sử phát hành
| Khu vực        | Ngày                | Hãng đĩa         | Định dạng      |
| -------------- | ------------------- | ---------------- | -------------- |
| Pháp           | 10 tháng 1 năm 2011 | RCA Records      | Nhạc số tải về |
| México         | 10 tháng 1 năm 2011 | RCA Records      | Nhạc số tải về |
| Hoa Kỳ         | 11 tháng 1 năm 2011 | RCA Records      | Nhạc số tải về |
| Vương quốc Anh | 16 tháng 1 năm 2011 | RCA Records      | Nhạc số tải về |
| Nhật Bản       | 2 tháng 2 năm 2011  | Sony Music Japan | CD đĩa đơn     |
| Đức            | 25 tháng 2 năm 2011 | RCA Records      | CD đĩa đơn     |